# Vernon Maxwell
Pour les articles homonymes, voir Maxwell.
Vernon Maxwell, né le 12 septembre 1965 à Gainesville en Floride, est un joueur américain de basket-ball en NBA. Il évoluait au poste d'arrière (1,93 m pour 82 kg).
Il est champion NBA à deux reprises, en 1994 et 1995 avec les Rockets de Houston. Son comportement imprévisible sur et en dehors du terrain lui a valu le surnom de "Mad Max".

## Biographie
Vernon Maxwell est choisi à la Draft 1988 par les Nuggets de Denver en 47e position, il est transféré direction les San Antonio Spurs.
Après deux saisons à San Antonio, Gregg Popovich l’envoie aux Rockets à cause de ses sorties nocturnes. Avec cette équipe, il gagnera deux titres en 1994 et 1995.
Le 26 janvier 1991, il marquera 30 points en un quart temps, rejoignant des joueurs comme Wilt Chamberlain ou encore Michael Jordan.

## Records sur une rencontre en NBA
Les records personnels de Vernon Maxwell en NBA sont les suivants :
| Type de statistique        | Saison régulière | Saison régulière         | Saison régulière | Playoffs | Playoffs                | Playoffs      |
| Type de statistique        | Record           | Adversaire               | Date             | Record   | Adversaire              | Date          |
| -------------------------- | ---------------- | ------------------------ | ---------------- | -------- | ----------------------- | ------------- |
| Points                     | 51               | Cavaliers de Cleveland   | 26 janvier 1991  | 34       | @ Suns de Phoenix       | 13 mai 1994   |
| Paniers marqués            | 15               | 2 fois                   | 2 fois           | 14       | @ Suns de Phoenix       | 13 mai 1994   |
| Paniers tentés             | 33               | Nets du New Jersey       | 8 avril 1996     | 25       | 2 fois                  | 2 fois        |
| Paniers à 3 points réussis | 8                | @ Nuggets de Denver      | 5 avril 1991     | 6        | @ Lakers de Los Angeles | 27 avril 1991 |
| Paniers à 3 points tentés  | 17               | 2 fois                   | 2 fois           | 13       | @ Lakers de Los Angeles | 27 avril 1991 |
| Lancers francs réussis     | 19               | Cavaliers de Cleveland   | 26 janvier 1991  | 7        | Knicks de New York      | 22 juin 1994  |
| Lancers francs tentés      | 22               | Cavaliers de Cleveland   | 26 janvier 1991  | 8        | 2 fois                  | 2 fois        |
| Rebonds offensifs          | 4                | @ Hornets de Charlotte   | 2 février 1990   | 3        | @ Lakers de Los Angeles | 29 avril 1990 |
| Rebonds défensifs          | 10               | 2 fois                   | 2 fois           | 8        | Suns de Phoenix         | 8 mai 1994    |
| Rebonds totaux             | 11               | Kings de Sacramento      | 7 novembre 1995  | 9        | Suns de Phoenix         | 8 mai 1994    |
| Passes décisives           | 14               | Bullets de Washington    | 3 novembre 1995  | 9        | 2 fois                  | 2 fois        |
| Interceptions              | 6                | 3 fois                   | 3 fois           | 3        | 2 fois                  | 2 fois        |
| Contres                    | 3                | SuperSonics de Seattle   | 26 novembre 1994 | 2        | SuperSonics de Seattle  | 15 mai 1993   |
| Balles perdues             | 9                | @ Hawks d'Atlanta        | 6 avril 1996     | 7        | Knicks de New York      | 10 juin 1994  |
| Minutes jouées             | 50               | @ Grizzlies de Vancouver | 5 janvier 1996   | 49       | Suns de Phoenix         | 11 mai 1994   |